# Прямик (река)
Прямик — река в России, протекает в Нолинском районе Кировской области. Устье реки находится в 2,8 км по левому берегу реки Кырчанка. Длина реки составляет 21 км.
Исток реки в урочище Сухие в 20 км к северу от Нолинска. В верхнем и среднем течении не населена, впадает в Кырчанку в крупном селе Кырчаны, центре Кырчанского сельского поселения немного выше впадения самой Кырчанки в Вою. Крупнейший приток — Прянник (правый, 7,2 км от устья, в водном реестре — река без названия).

## Данные водного реестра
По данным государственного водного реестра России относится к Камскому бассейновому округу, водохозяйственный участок реки — Вятка от города Котельнич до водомерного поста посёлка городского типа Аркуль, речной подбассейн реки — Вятка. Речной бассейн реки — Кама.
По данным геоинформационной системы водохозяйственного районирования территории РФ, подготовленной Федеральным агентством водных ресурсов:
- Код водного объекта в государственном водном реестре — 10010300412111100038065
- Код по гидрологической изученности (ГИ) — 111103806
- Код бассейна — 10.01.03.004
- Номер тома по ГИ — 11
- Выпуск по ГИ — 1